# ميهو أداتشي
ميهو أداتشي (باليابانية: 足立美穂؛ بالكانا: あだち みほ) هي راكبة الكنو يابانية، ولدت في 19 يونيو 1979.

## وصلات خارجية
- ميهو أداتشي على موقع أوليمبيديا (الإنجليزية)